# Non è mai troppo tardi (film 1953)
Non è mai troppo tardi è un film italiano del 1953 diretto da Filippo Walter Ratti.
Il film è stato ri-distribuito con il titolo Una meravigliosa notte.
Adattamento italiano del classico Canto di Natale di Charles Dickens, è stato sceneggiato dallo stesso Ratti coadiuvato da Piero Regnoli, qui al debutto.

## Trama
Antonio Trabbi è un avaro usuraio che tormenta i propri dipendenti, è crudele coi debitori e odia profondamente tutto ciò che reputa frivolo, a partire dal Natale. Proprio la vigilia di Natale rifiuta di prendere in pegno un gioiello portatogli da Rosanna, la donna di cui è stato innamorato.
Durante la stessa notte viene visitato in sogno dallo spirito del suo defunto socio che lo avvisa del triste destino che lo attende nell'aldilà a causa del suo comportamento in vita. Antonio rivive nel sogno la sua gioventù, sempre dominata dall'avarizia, che lo aveva indotto a rinunciare al matrimonio con Rosanna. Rosanna finì con lo sposare Riccardo, il suo rivale, ma i due giovani non ebbero fortuna e finirono in miseria.
Successivamente Trabbi avrà sempre in sogno delle visioni avvenute nei suoi Natali passati, che stanno avvenendo nel Natale presente e che avverranno nei suoi Natali futuri. Le visioni lo toccano profondamente e lo spingono a ravvedersi e a cambiare stile di vita, a partire proprio dal giorno seguente.
Si affretta così a distribuire doni ai poveri in parrocchia, alla famiglia di un dipendente, a Rosanna e a Riccardo e, per la prima volta, passa un Natale felice in compagnia di un nipote.